# 옐로우 (2012년 영화)
《옐로우》(Yellow)는 미국에서 제작된 닉 카사베티스 감독의 2012년 공포, 미스터리 영화이다. 시에나 밀러 등이 주연으로 출연하였다. 이 영화는 2013년 9월 22일 카탈리나 영화제에서 "최고의 영화상"을 수상했다.

## 출연

### 주연
- 시에나 밀러
- 데이비 체이스
- 루시 펀치
- 레이 리오타

### 조연
- 제나 로우랜즈
- 데이빗 모스
- 엘리자베스 데일리
- 멜라니 그리피스
- 맥스 티에리옷
- 브렌단 섹스톤
- 라일리 코프
- 헤더 월쿼스트
- 게리 스트레치
- 캐리 알렉산더